# Margareta Arvidsson
Margareta Arvidsson (sinh ngày 12 tháng 10 năm 1947) là Hoa hậu Thụy Điển và đồng thời là Hoa hậu Hoàn vũ 1966 ở tuổi 18.